# Tratado de Greenwich
El Tratado de Greenwich fue firmado el 1 de julio de 1543 en la villa inglesa de Greenwich entre los representantes de los reinos de Inglaterra y Escocia. El acuerdo era parte de los planes de Enrique VIII para unir las dos coronas.

## Acuerdos
El tratado comprendía dos puntos principales:
- Establecimiento de acuerdos de paz entre ambos reinos.
- Matrimonio entre la reina María I de Escocia (recién nacida en la fecha del tratado) con Eduardo VI de Inglaterra de apenas 5 años. María residiría en Francia acompañada por una pareja de nobles ingleses hasta cumplir los 10 años; a esa edad regresaría a Inglaterra hasta la fecha de su matrimonio.

## Ruptura
Aunque el tratado fue firmado y ratificado por James Hamilton, duque de Châtellerault, (regente del reino de Escocia durante la minoría de edad de María), el parlamento escocés lo rechazó el 11 de diciembre de 1543. Se concertó en 1544 el matrimonio de María con, Francisco, heredero de Francia. Estallando el enfrentamiento con Inglaterra, que duró hasta 1550 cuando John Dudley firma un tratado con los franceses, que supone la retirada inglesa de Escocia y de Boulogne a cambio de una compensación económica.
- Datos: Q2569675